# Rejencja Lipsk
Rejencja Lipsk (Rejencja Lipska, niem. Regierungsbezirk Leipzig) – jedna z trzech byłych rejencji niemieckiego kraju związkowego Saksonia, została zastąpiona przez okręg administracyjny Lipsk. Główny urząd rejencji, prezydium (Regierungspräsidium) miał siedzibę w Lipsku.

## Geografia
Rejencja Lipsk leżała w północno-zachodniej części Saksonii. Od południa graniczyła z rejencją Chemnitz, od południowego zachodu z Turyngią, od zachodu i od północy z Saksonią-Anhaltem, od północnego wschodu z Brandenburgią i od wschodu z rejencją Drezno.

## Historia
W 1947 planowano podział Saksonii na rejencje, jednak zrezygnowano z tego, a w zamian utworzono okręgi (Bezirke). Po odtworzeniu kraju związkowego Saksonii, 1 stycznia 1990 powstała decyzją rządu krajowego z 27 listopada 1990 współczesna rejencja Lipsk.
Rejencję zlikwidowano w związku z reformą administracyjną 1 sierpnia 2008.

## Organizacja

### Miasto na prawach powiatu
- Lipsk

### Powiaty
- powiat Delitzsch
- powiat Döbeln
- powiat Lipsk
- powiat Muldental
- powiat Torgau-Oschatz